# Allanblackia ulugurensis
Allanblackia ulugurensis là một loài thực vật có hoa thuộc họ Clusiaceae.
Loài này chỉ có ở Tanzania.